# Sportovní spolky v Německu
Členství ve sportovním spolku je v Německu velmi populární způsob využití volného času. Sportovní spolek nebo sportovní klub je spolek, jehož cílem je, umožnit sportovně nadšeným lidem využívání fotbalových hřišť nebo sportovních hal popřípadě sportovních nástrojů. Dále, organizují turnaje a klání, aby se mohly prosadit v soutěžích a turnajích.
Nejvíce členů, a to 223 985, má fotbalový klub FC Bayern Mnichov. Zároveň je i druhý na seznamu sportovních spolků s největší členskou základnou na světě, hned po Benfice Lissabon s 235 000 členy. Sportovní spolky můžeme rozdělit do dvou skupin. Jedna skupina nabízí pouze jeden jediný druh sportu. Sportovní spolky najdeme v Německu pro každý myslitelný sport. Druhá skupina je tvořena tzv. Mehrspartenvereine, ve kterých mohou Němci nadšení do sportu vykonávat více druhů sportu.

## Organizační hierarchie
V organizační hierarchii stojí nad sportovními spolky sportovní svazy. V nich se sdružují sportovní spolky, které se zaměřují na stejný druh sportu. Největším sportovním svazem je Německý olympijský svaz (der Deutsche Olympische Sportbund, DOSB). Německý olympijský svaz má více než 27 milionů členů.

## Historie sportovních spolků

### Minulost
Sportovní spolky mají v Německu již dlouhou tradici.  V 18. století začaly vznikat cvičební spolky. Jejich hlavním účelem bylo setkávání se občanů. Důraz byl v těchto spolcích kladen na patriotismus.  V 19. století byla z Anglie převzata myšlenka sportu jako volnočasové aktivity. Nejstarší, stále existující sportovní spolek je Cvičební a sportovní spolek  TSV 1814 Friedland. V dnešní době mají sportovní spolky to nejlepší období už za sebou. 

### Současnost
Dnešní styl života nevyhovuje celoživotnímu věrnému členství ve sportovním spolku. Časté stěhování a mnoho dalších různorodých možností, jak trávit volný čas jsou pouze některé z těchto faktorů. Lidé už nemají tolik volného času a naskýtají se jim možnosti jiného sportovního vyžití než ve spolcích, například ve fitness centrech. Současní členové už nejsou tak aktivní ve svých sportovních spolcích, jako tomu bývalo dříve. V dnešní době je mnoho spolků vedeno profesionály a méně často dobrovolníky z řad členů.

## Integrace imigrantů
Jednou z výzev, kterou přinesla moderní doba sportovním spolkům, je integrace imigrantů. Sportovní spolky představují ideální prostředí, kde se mohou přistěhovalci integrovat do majoritní společnosti. Pravidla sportů jsou z velké části shodná na celé světě. Také jazyková bariéra v tomto prostředí nehraje tak velkou roli. Integrace imigrantů ve sportovních spolcích je proto podporována nejen ze strany samotných spolků a jejich členů, ale i ze strany německého státu. Sportovní spolky se snaží imigrantům umožnit členství např. snížením či odpuštěním členského poplatku.
Další možnost, jak podpořit integraci imigrantů do většinové společnosti jsou dvojnárodnostní (binationale) sportovní spolky. Často se jedná o německo-turecké spolky, protože turecká národnostní menšina je v Německu nejpočetnější. V těchto dvojnárodnostních sportovních spolcích vznikají nová přátelství a kontakty, které integraci napomáhají. Jako integraci brzdící jsou naopak vnímány sportovní spolky, kde jsou pouze přistěhovalci. Jedná se o tzv. Migrantenselbstorganisationen.

### Integrace sportem
Oficiální program se kterým přišel Německý olympijský svaz se jmenuje Integration durch Sport, čili Integrace sportem. Tento program na podporu integrace imigrantů vznikl už v roce 1989. Iniciativa Integrace sportem je organizována zemskými sportovními svazy. Její koordinaci na spolkové úrovni má na starosti Německý olympijský svaz Program Integrace sportem se zaměřuje zejména na dívky a ženy, sociálně slabé a starší imigranty. Tyto skupiny jsou totiž ve sportovních spolcích málo zastoupeny. Cílové skupiny jsou informovány o možnostech sportovního vyžití a je zde také snaha o to, vzbudit v nich zájem o sport. Integrace sportem zvyšuje zároveň povědomí většinové společnosti o integraci. Také organizuje sportovní spolky určené pouze pro ženy. Dalším způsobem, kterým se Integrace sportem snaží o vyšší účast lidí pocházejících z rodiny přistěhovalců ve sportovních spolcích, je snížení či dokonce úplné odpuštění členského příspěvku ve sportovních spolcích. 